# هيرمان خوسيه
هيرمان خوسيه (بالألمانية: Herman José)‏ هو مغني ومقدم تلفزيوني ألماني، ولد في 19 مارس 1954 في لشبونة في البرتغال.

## وصلات خارجية
- هيرمان خوسيه على موقع IMDb (الإنجليزية)
- هيرمان خوسيه على موقع ميوزك برينز (الإنجليزية)
- هيرمان خوسيه على موقع ديسكوغز (الإنجليزية)
- هيرمان خوسيه على موقع قاعدة بيانات الفيلم (الإنجليزية)